# Strada europea E91
La E91 è una strada europea che collega Toprakkale alla Siria. Come si evince dalla numerazione, si tratta di una strada intermedia con direzione nord-sud.

## Percorso
La E91 è definita con i seguenti capisaldi di itinerario: "Toprakkale - Alessandretta - Topboğazi - Antakya - Yayladağ - Siria".